# Ros
Ros (ukrainsk: Рось, tr. Ros) er en biflod til Dnepr i Vinnitsja, Kyiv og Tjerkasy oblast i Ukraine. Ros er 346 km lang og har et afvandingsareal på 12.600 km². Middelvandføringen er 22,5 m³/s 60 km fra udmundingen i Dnepr.

## Ros' løb
Kilden til Ros er nær landsbyen Ordyntsi (Pohrebysjtjensk rajon, Vinnitsja oblast). Den gennemsnitlige bredde af flodlejet i midten er 50 m og floddalen er 3 km bred. Ros løb passerer krystallinske bjergarter hvor dalen indsnævres til 10-15 m og har en række strømfald. Tilstrømningen består fortrinsvis af smeltevand og om sommeren er Ros lavvandet.
Ved grænsen mellem Vinnitsja og Kyiv oblast er middelvandføringen 2,99 m³/s; oven for bifloden Rastavitsy: 11.10 m³/s; ovenfor Bila Tserkva: 16.50 m³/s; nedenfor Bila Tserkva: 17.90 m³/s; ved grænsen mellem Kyiv og Tjerkasy oblast: 22,80 m³/s; nved udmundingen i Dnepr er middelvandføringen 28.40 m³/s.

## Navn og historisk betydning
Ifølge nogle antinormandiske historikere er navnet på floden Ros oprindelsen til betegnelsen Rus-folket og indirekte navnet "Rusland". Bredden af Ros var bosætningsområde for Poljanerne en af de oprindelige folkestammer i Kijevriget.
Under Kievriget blev der bygget en række fæstninger langs den nordlige bred af Ros, blandt andet ved Bila Tserkva, hvor "Tjornyje klobuki" (tyrkisk seminormadiske stammer) forsvarede den sydlige grænse mod steppenomadernes angreb.

## Bifloder
Ros har et antal bifloder, de vigtigste er:
| Venstre biflod | længde (km) | afvandingsområde                 | Højre biflod | længde (km) | afvandingsområde             |
| -------------- | ----------- | -------------------------------- | ------------ | ----------- | ---------------------------- |
| Orikhovatka    | 34          | Zjytomyr oblast Vinnitsja oblast | Roska        | 73          | Vinnitsja oblast Kyiv oblast |
|                |             |                                  | Molotjna     | 35          | Tjerkasy oblast Kyiv oblast  |
|                |             |                                  | Tarhan       | 38          | Kyiv oblast                  |

## Ros rekreative potentiale og økonomisk anvendelse af
I Bila Tserkva på den venstre bred af Ros ligger parken "Alexandria", der tidligere tilhørte den polske adelsslægt Branicki. I 1960'erne-90'erne var Ros i Bila Tserkva et kendt rekreativt område med rent, klart vand og kurbade, der tiltrak ferierende fra hele Sovjetunionen.
Ros er sejlbar 60 km opstrøms fra udmundingen i Dnepr.

### Byer ved Ros
| Kyiv oblast - Bila Tserkva (210.614) - Rokytne (25.735) - Boguslav (16.864) | Tjerkasy oblast - Korsun-Sjevtsjenkivskyj (18.763) |

## Forurening
Ros er i dag en økologisk katastrofe. Dæmninger og reservoirer, anlagt på hele Ros, har øget fordampningen samtidigt med at vandudnyttelsen har reduceret vandføringen væsentligt. På grund af øget fosfatudledning og mangelende rensningsanlæg har der været en massiv fremvækst af blågrønalger. Flodens vandstand er faldet til 1 meter omkring Bila Tserkva. I tørre perioder falder vandstanden yderligere til kritisk lave værdier, der forhindrer turbinerne i vandkraftværker på floden i at virke. Privatejede vandkraftværkers ulovlige tilbageholdelse af vand har ført til iltsvind, fiskeægs død og reducering fiskebestanden. Floden har mistet evnen til at rense sig selv. Som et resultat er sigtbarheden i Ros' vand, der før var klart til bunden, ikke over 20-30 cm.